# Terebraella culiciops
Terebraella culiciops är en stekelart som beskrevs av Heinrich 1972. Terebraella culiciops ingår i släktet Terebraella och familjen brokparasitsteklar. Inga underarter finns listade i Catalogue of Life.